# David Foster (filmproducer)
David Foster (New York, 1929 – Los Angeles, Kalifornia, 2019. december 23.) amerikai filmproducer.

## Filmjei
Mozifilmek
- McCabe és Mrs. Miller (McCabe & Mrs. Miller) (1971, producer)
- A szökés (The Getaway) (1972, producer)
- The Nickel Ride (1974, executive producer)
- Felkavart víz (The Drowning Pool) (1975, producer)
- Hősök (Heroes) (1977, producer)
- First Love (1977, producer)
- Ördögi hagyaték (The Legacy) (1978, producer)
- Barlangember (Caveman) (1981, producer)
- A dolog (The Thing) (1982, producer)
- Second Thoughts (1983, producer)
- Papi védőbeszéd (Mass Appeal) (1984, producer)
- Hőhullám (The Mean Season) (1985, producer)
- Rövidzárlat (Short Circuit) (1986, producer)
- Rémült rohanás (Running Scared) (1986, producer)
- Rövidzárlat 2. (Short Circuit 2) (1988, producer)
- Holdfény az öböl felett (Full Moon in Blue Water) (1988, producer)
- Halálos biztonsággal (Gleaming the Cube) (1989, producer)
- Szökésben (The Getaway) (1994, producer)
- Veszélyes vizeken (The River Wild) (1994, producer)
- Zorro álarca (The Mask of Zorro) (1998, producer)
- Clubland (1999, executive producer)
- Az igazság nevében (Collateral Damage) (2002, producer)
- Hart háborúja (Hart's War) (2002, producer)
- A mag (The Core) (2003, producer)
- A köd (The Fog) (2005, producer)
- A dolog (The Thing) (2011, executive producer)

Tv-filmek
- Between Two Brothers (1982, executive producer)
- The Gift of Life (1982, executive producer)
- Szenzáció a televízióban (News at Eleven) (1986, executive producer)

Tv-sorozatok
- Murphy's Mob (1985, producer, két epizód)